# Sällskapet Närkingarne
Sällskapet Närkingarne är en i Stockholm verksam hembygdsförening ansluten till Örebro läns hembygdsförbund. 
Föreningen har till uppgift att samla närkingar och de med intresse för Närke och Region Örebro till personlig samvaro och ge dem tillfälle att vinna ökad kännedom om regionens kultur, natur, historia, framtid, märkesmän och märkeskvinnor. 
Sällskapet Närkingarne grundades i Stockholm år 1930 på initiativ av redaktör J.L. Saxon. Han valdes till föreningens förste ordförande med professor Johan Gunnar Andersson som vice ordförande. Några av föreningens hedersledamöter har över åren varit Verner von Heidenstam, Levi Rickson (Jeremias i Tröstlösa), Prins Eugen (Hertig av Närke), Valter Åman, Harald Aronsson, Henry Allard, Erik Hj. Linder och Bertil Boo. År 2020 blev Carl-Uno Sjöblom och Peter Flack Sällskapet Närkingarnes hedersledamöter.  